# Kelly Rodrigues Santana Costa
Kelly Rodrigues Santana Costa, mais conhecida simplesmente por Kelly (São Paulo, 22 de junho de 1987), é uma ex-futebolista brasileira que atuava como zagueira.

## Carreira
Nascida em São Paulo, Kelly começou sua carreira no Juventus-SP, da cidade natal, antes de ingressar no Santos em 2006, clube que ficou até 2011.
Em janeiro de 2012, após o fechamento da seção de futebol feminino do clube, mudou-se para o Centro Olímpico.
Kelly voltou ao Peixe em abril de 2015, após curta passagem pela Ferroviária. Ela saiu em 2019 e foi anunciada no Flamengo em janeiro de 2020.
Em 2021, Kelly mudou-se para o exterior e ingressou no time israelense do Hapoel Be'er Sheva.
Retornou ao país de origem pelo EC São Bernardo no ano seguinte, antes de retornar ao Santos em 27 de janeiro de 2023.
Ao todo, em quatro passagens pelo Santos entre 2006 e 2024, foram 188 jogos, com nove gols marcados e os títulos de Bicampeã da Libertadores, Campeã Brasileira e Tetracampeã Paulista.
Em setembro de 2024, encerrou sua sua carreira como atleta profissional e assumiu a função de auxiliar técnica da categoria Sub-15 das Sereias da Vila.

## Títulos
Santos
- Campeonato Paulista: 2007,[9] 2010,[9] 2011,[9] 2018[9]
- Copa do Brasil: 2008,[10] 2009[10]
- Copa Libertadores: 2009[11] e 2010[12]
- Campeonato Brasileiro: 2017[13]